# Mark Turnbull
Mark Turnball (Hobart, 11 oktober 1973) is een Australisch zeiler. 
Turnbull werd samen met Tom King in 2000 zowel wereld- als olympisch kampioen in de 470 klasse. Na de spelen van 2000 stapte Turnbull zonder succes over in de 49er.

## Palmares

### Wereldkampioenschappen
| Jaar | Plaats       | Resultaten   |
| ---- | ------------ | ------------ |
| 1999 | Melbourne    | 8e 470klasse |
| 2000 | Balatonfured | 470klasse    |
| 2001 | Malcesine    | 78e 49er     |
| 2002 | Hawaii       | 25e 49er     |
| 2003 | Cádiz        | 50e 49er     |

### Olympische Zomerspelen
| Jaar | Plaats | Resultaten |
| ---- | ------ | ---------- |
| 2000 | Sydney | 470klasse  |

1976: Harro Bode / Frank Hübner ·
1980: Marcos Soares / Eduardo Penido ·
1984: Luis Doreste / Roberto Molina ·
1988: Thierry Peponnet / Luc Pillot ·
1992: Jordi Calafat / Kiko Sánchez ·
1996: Yevhen Braslavets / Ihor Matviyenko ·
2000: Tom King / Mark Turnbull ·
2004: Kevin Burnham / Paul Foerster ·
2008: Malcolm Page / Nathan Wilmot ·
2012: Mathew Belcher / Malcolm Page ·
2016: Šime Fantela / Igor Marenić ·
2020: Mathew Belcher / William Ryan